# دی.ای. پنی‌بیکر
دی. اِی. پنی‌بیکر با نام کامل دان اَلِن پِنی‌بِیکِر (به انگلیسی: D. A. Pennebaker); ‎/ˈpɛniːbeɪkər/‎؛ زادهٔ ۱۵ ژوئیهٔ ۱۹۲۵ - درگذشتهٔ ۱ اوت ۲۰۱۹ کارگردان فیلم مستند و پدیدآور اهل ایالات متحده آمریکا بود.

## زندگی
دان الن پنی‌بیکر در اوانستون، ایلینوی زاده شد. خدمت سربازی خود را در نیروی دریایی ایالات متحده آمریکا در جنگ جهانی دوم گذراند. پس از جنگ، در دانشگاه ییل مهندسی الکترونیک خواند. تحصیل در رشته الکترونیک بعدها به او توان داد که دوربین‌های ۱۶ میلی‌متری که با آنها کار می‌کرد را بهینه کند و سازوکار دوربین را با نیازهایش هماهنگ کند.

## فیلم‌سازی

### آغاز به کار
پس از تحصیل، پنی‌بیکر به فیلم تجربی و آوان-گارد علاقه‌مند شد. در ۱۹۵۳ (میلادی) او فیلم «قطار سریع‌السیر سرصبح» را بر اساس یک قطعه موسیقی به همین نام از دوک الینگتون ساخت. در این فیلم کوتاه، حرکت متروی نیویورک سیتی را با ضرب‌آهنگ موسیقی الینگتن هماهنگ شده بود.
در ۱۹۵۹ (میلادی) دی.ای. پنی‌بیکر به «تعاونی فیلمسازان» پیوست. این نهاد، وسایل فیلمسازی را به مستندسازان مستقل اجاره می‌داد. در همان سال، او شرکت «همکاران درو» را با ریچارد لیکاک و رابرت درو (روزنامه‌نگار مجلهٔ مصور لایف) تأسیس کرد.
نخستین مستند این شرکت، به نام «مقدماتی» (۱۹۶۰) دربارهٔ کنش‌های انتخابی جان اف. کندی و هیوبرت هامفری در مراحل مقدماتی انتخابات حزب دموکرات (ایالات متحده آمریکا) بود. این فیلم یکی از مهم‌ترین سندها دربارهٔ نهادهای سیاسی در آمریکا و نقش رسانه‌ها در شکل‌گیری عقاید عمومی است.

### همکاری با باب دیلن
در سال ۱۹۶۵ (میلادی) مدیربرنامه‌های باب دیلن پس از دیدن یکی از فیلم‌های کوتاه پنی‌بیکر از او دعوت کرد تا دربارهٔ تور انگلستان دیلن در همان سال مستندی بسازد. حاصل این کار، «باب دیلن، به عقب نگاه نکن» بود که در سال ۱۹۶۷ (میلادی) به نمایش درآمد. این فیلم، یکی از خیره‌کننده‌ترین فیلم‌های ساخته شده دربارهٔ یک هنرمند در حین خلق اثر و تحت فشارهای همه‌سویه است.
پنی‌بیکر از تور بعدی باب دیلن در ۱۹۶۶ (میلادی)، فیلم مستندی به نام چیزی در حال رخ دادن است ساخت. اما به دلیل اجرای ضعیف و هو شدن دیلن و گروهش این فیلم به نمایش در نیامد. در سال ۲۰۰۵ (میلادی) مارتین اسکورسیزی از نماهای این مستند در فیلم راهی به خانه نیست استفاده کرد.
پس از موفقیت مستند باب دیلن، برای ساخت مستندهای دیگر نیز از پنی‌بیکر دعوت شود. یکی از آنها، مستند «مونتری پاپ» (۱۹۶۸) دربارهٔ جشنواره موسیقی‌ای به همین نام در سال ۱۹۶۷ (میلادی) بود. این مستند، پرآوازه‌ترین ساخته پنی‌بیک شد. در ۱۹۶۷ جیمی هندریکس و جنیس جاپلین تقریباً ناشناخته بودند. اگر حضور در جشنواره مونتری پاپ، آنها را به عنوان چهره‌های تازه موسیقی راک شناساند این فیلم پنی‌بیکر بود که با ثبت و نمایش جهانی اجرای آنها از این دو نوازنده جوان، افسانه ساخت.

### همکاری با گدار
یکی از همکاری‌های کلیدی پنی‌بیکر همکاری با ژان-لوک گدار بود. گدار، تحت تأثیر مستند "مقدماتی" از پنی‌بیکر دعوت کرد تا با او از جنبش‌های مردمی و ضدسیستم را در فرانسه و آمریکا فیلمبرداری کند. اما این همکاری، نتیجه‌ای کم‌تر از پیش‌بینی‌ها داشت و به نتیجه نرسید. در نهایت، گدار، پروژه را نیمه‌کاره رها کرد و در ۱۹۷۱ (میلادی) پنی بیکر نسخه خودش از این جنبش را به نام "1PM" تدوین کرد. (معنی ساده این عبارت «ساعت یک بعدظهر» است اما در اصل - به انگلیسی- کوته‌نوشت One Perfect Movie به معنی «یک فیلم بی‌نقص» است.

### ازدواج
همکاری پنی‌بیکر با کریس هگدوس مستندساز، بسیار پربار بود. آنها در سال ۱۹۸۲ (میلادی) با هم ازدواج کردند و از آن پس، تقریباً همه فیلم‌هایشان را با همدیگر ساختند.

### سیاست
در هنگام انتخابات ریاست‌جمهوری ایالات متحده آمریکا (۱۹۹۲) پنی‌بیکر، کمپین انتخاباتی بیل کلینتون را برای ماه‌ها زیر نظر گرفت و از کنش‌های آن فیلمبرداری کرد. حاصل این کنکاش، مستند «اتاق جنگ» (۱۹۹۳) بود. این فیلم با نگاهی بی‌طرفانه، مانند فیلم «مقدماتی» تأثیرگذاری رسانه‌ها و کنترل اطلاعات را تعیین‌کنندهٔ نهایی سرنوشت انتخابات‌ها نشان می‌داد. این فیلم برای پنی‌بیکر، جایزه اسکار به ارمغان آورد.

## سبک کار
او به ساخت مستند دربارهٔ رخدادهای گذشته که باید در قالب مستند پژوهشی یا بازسازی یا گفتگو شکل بگیرند توجهی نداشت و بیشتر کارهای او دربارهٔ رخدادهای روز بودند.
پنی‌بیکر نوعی از سینما را به کمال رساند که از یک طرف به روزهای نخست تولد این هنر برمی‌گشت و از طرف دیگری آینده این رسانه مثل پخش زندهٔ اینترنتی را پیش‌بینی می‌کرد.

## فیلم‌شناسی
- قطار سریع‌السیر سرصبح (۱۹۵۳)
- مقدماتی (۱۹۶۰)
- به عقب نگاه نکن (۱۹۶۷) دربارهٔ باب دیلن
- چیزی در حال رخ دادن است (۱۹۶۶)، باب دیلن، به نمایش در نیامده
- مونتری پاپ (۱۹۶۸)، پرآوازه‌ترین ساخته پنی‌بیکر
- 1PM (۱۹۷۱)
- زیگی استارداست و عنکبوت‌هایی از ماه (۱۹۷۳)، دربارهٔ کنسرت دیوید بویی
- اتاق جنگ (۱۹۹۳)
- پایین آمدن از کوهستان (۲۰۰۰)، دربارهٔ اجرای زنده موسیقی متن فیلم ای برادر، کجایی؟
- راهی به خانه نیست (۲۰۰۵)
- باز کردن قفس (۲۰۱۶)، آخرین فیلم او و دربارهٔ حقوق جانوران[۲]

## جوایز
در سال ۲۰۱۳ (میلادی) آکادمی علوم و هنرهای سینما بابت کنش‌های هنری وی، به او جایزه اسکار افتخاری یک عمر کنش هنری اهدا کرد.
وی همچنین برندهٔ جوایزی همچون کمک‌هزینه گوگنهایم شده‌است.